# للاعطوش (آيت ايمور)
للاعطوش هو دُوَّار يقع بجماعة اكفاي، عمالة مراكش، جهة مراكش آسفي في المملكة المغربية. ينتمي الدوّار لمشيخة آيت ايمور التي تضم 28 دوار. يقدر عدد سكانه بـ 794 نسمة حسب الإحصاء الرسمي للسكان والسكنى لسنة 2004.

## روابط خارجية
- البوابة الوطنية للجماعات الترابية نسخة محفوظة 12 مارس 2018 على موقع واي باك مشين.
- المندوبية السامية للتخطيط